# دیانیشکا
دیانیشکا (روسی: Дянышка) یک رودخانه در یاقوتستان کشور روسیه است.